# Karvounádhes
Karvounádhes (Karvounades) är en ort i Grekland.   Den ligger i prefekturen Nomós Piraiós och regionen Attika, i den södra delen av landet, 210 km söder om huvudstaden Aten. Karvounádhes ligger 280 meter över havet och antalet invånare är 119. Den ligger på ön Kythera.
Terrängen runt Karvounádhes är kuperad söderut, men norrut är den platt.  Närmaste större samhälle är Potamós, 10,6 km norr om Karvounádhes. 